# Distrito de Saint-Louis-du-Nord
El distrito de Saint-Louis-du-Nord (en francés arrondissement de Saint-Louis-du-Nord; y en criollo haitiano: awondisman Sen Lwi dinò) es una división administrativa haitiana, que está situada en el departamento de Noroeste.

## División territorial
Está formado por el reagrupamiento de dos comunas:
- Anse-à-Foleur
- Saint-Louis-du-Nord